# Amortissement accéléré
En comptabilité financière, l'amortissement accéléré réfère à l'une des nombreuses méthodes par lesquelles une entreprise, à des fins de comptables ou à des fins fiscales, amortit une immobilisation de manière que le montant de l'amortissement pris chaque année soit plus élevé au cours des premières années de la vie d'un actif.
À des fins de comptabilité financière, l'amortissement accéléré devrait être beaucoup plus productif au cours de ses premières années, de sorte que la charge d'amortissement représentera plus précisément la part de l'utilité d'un actif épuisée chaque année. À des fins fiscales, l'amortissement accéléré offre un moyen de différer le revenu imposable des sociétés en réduisant le revenu imposable des années en cours, en échange d'une augmentation du revenu imposable des années futures. Il s'agit d'un incitatif fiscal précieux qui encourage les entreprises à acheter de nouveaux actifs.